# 日本三名狸
日本三名狸（にほんさんたいめいたぬき）は、日本各地の民話などに登場する化け狸の中でも有名な3匹の狸。
- 佐渡団三郎狸（だんざぶろうだぬき）（新潟県佐渡島）
- 淡路芝右衛門狸（しばえもんたぬき）（兵庫県淡路島）
- 屋島太三郎狸（やしまのたさぶろうたぬき）[1]（香川県屋島）

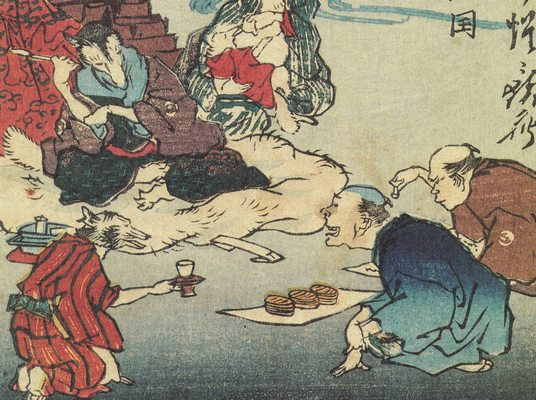
河鍋暁斎画『狂斎百図』より「佐渡国同三狸」。人間の商人を相手に金貸しを営む団三郎狸（左上）[3]。
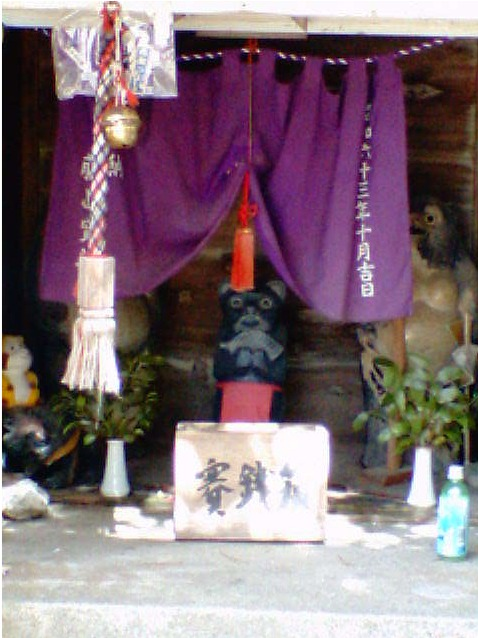
芝右衛門狸の祠
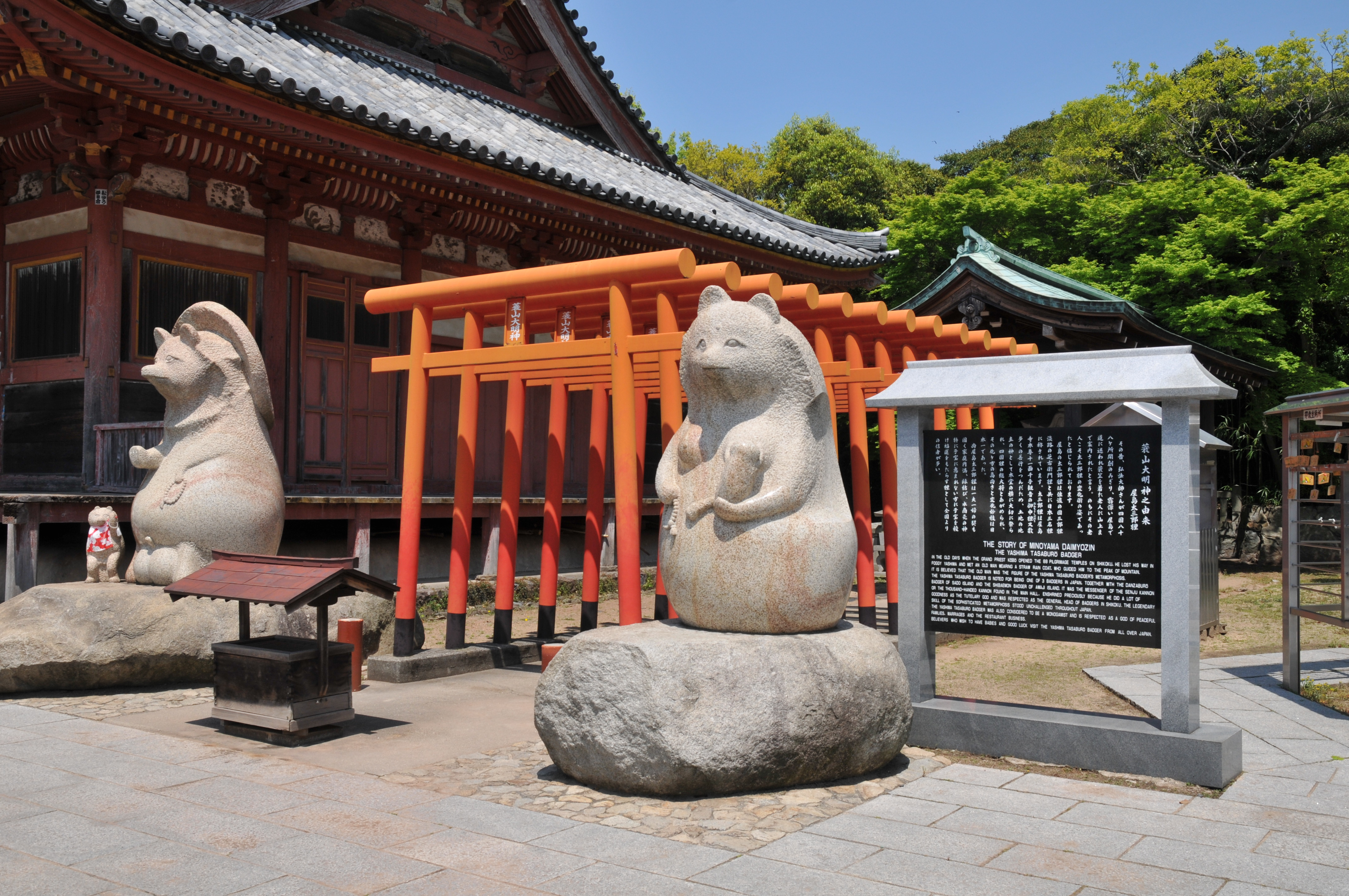
屋島寺境内の蓑山大明神